# Saint-Joseph-de-Beauce
Saint-Joseph-de-Beauce é uma cidade localizada na província de Quebec no Canadá.